# Chapelle Notre-Dame-de-la-Persévérance de Barbizon
La chapelle Notre-Dame-de-la-Persévérance, ou chapelle Saint-Paul, parfois désignée comme église, est un édifice religieux catholique situé à Barbizon, en France. Elle est une partie de la maison-atelier de Théodore Rousseau.

## Situation et accès
L’édifice est situé dans la Grande Rue, dans le centre de Barbizon. Plus largement, il se trouve dans le département de Seine-et-Marne, en région Île-de-France.

## Histoire
Avec l’arrivée des peintres au XIXe siècle, le hameau rural ne constituant pas une paroisse se développe drastiquement. L’ancienne grange de l’atelier de Théodore Rousseau est aménagée en chapelle et est consacrée en 1899. Elle se voit agrandir deux fois durant son existence : en 1920 et en 1964. Dans les années 2010, une verrière tombe dans la partie une 1965.

## Structure

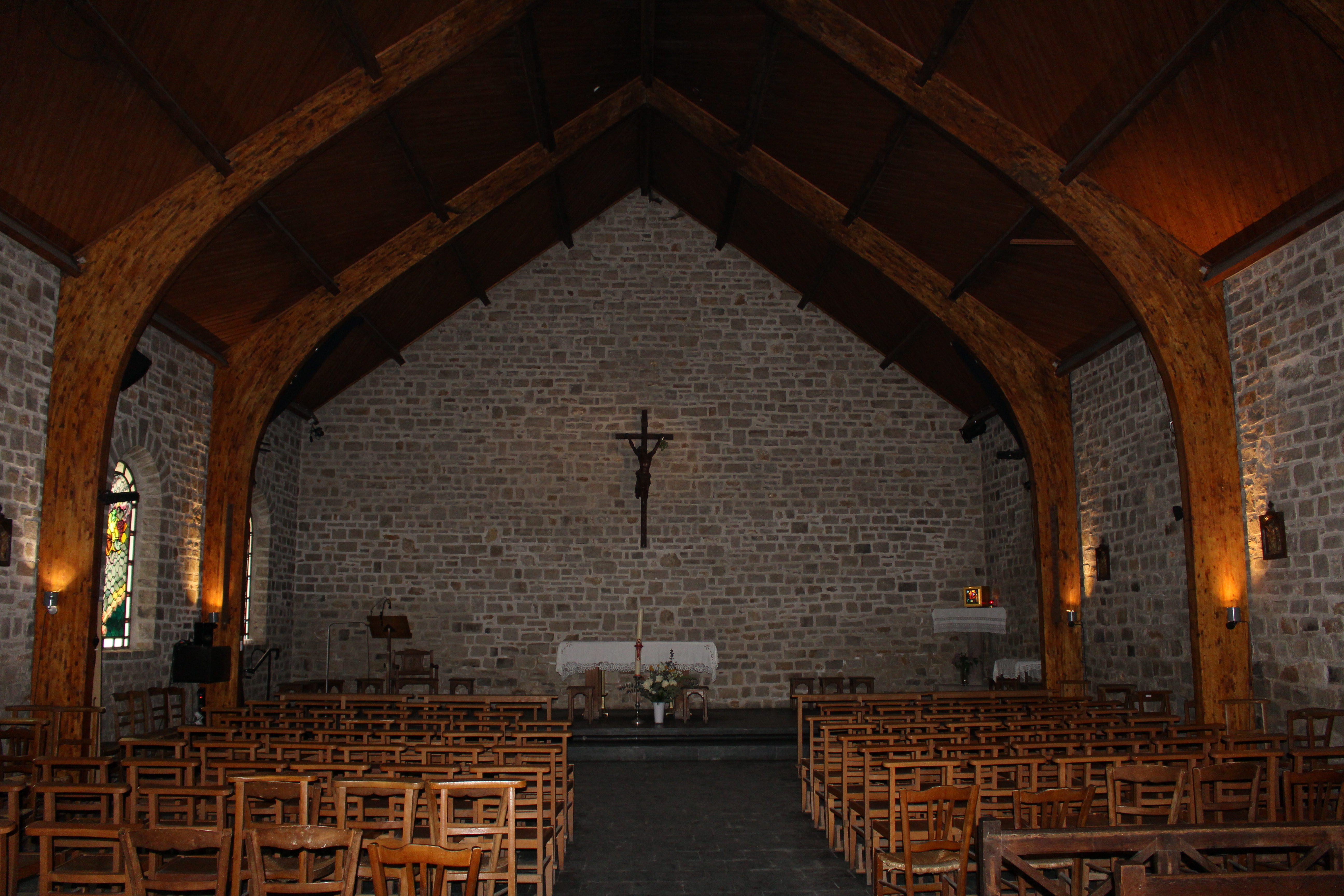
Intérieur, en avril 2019.
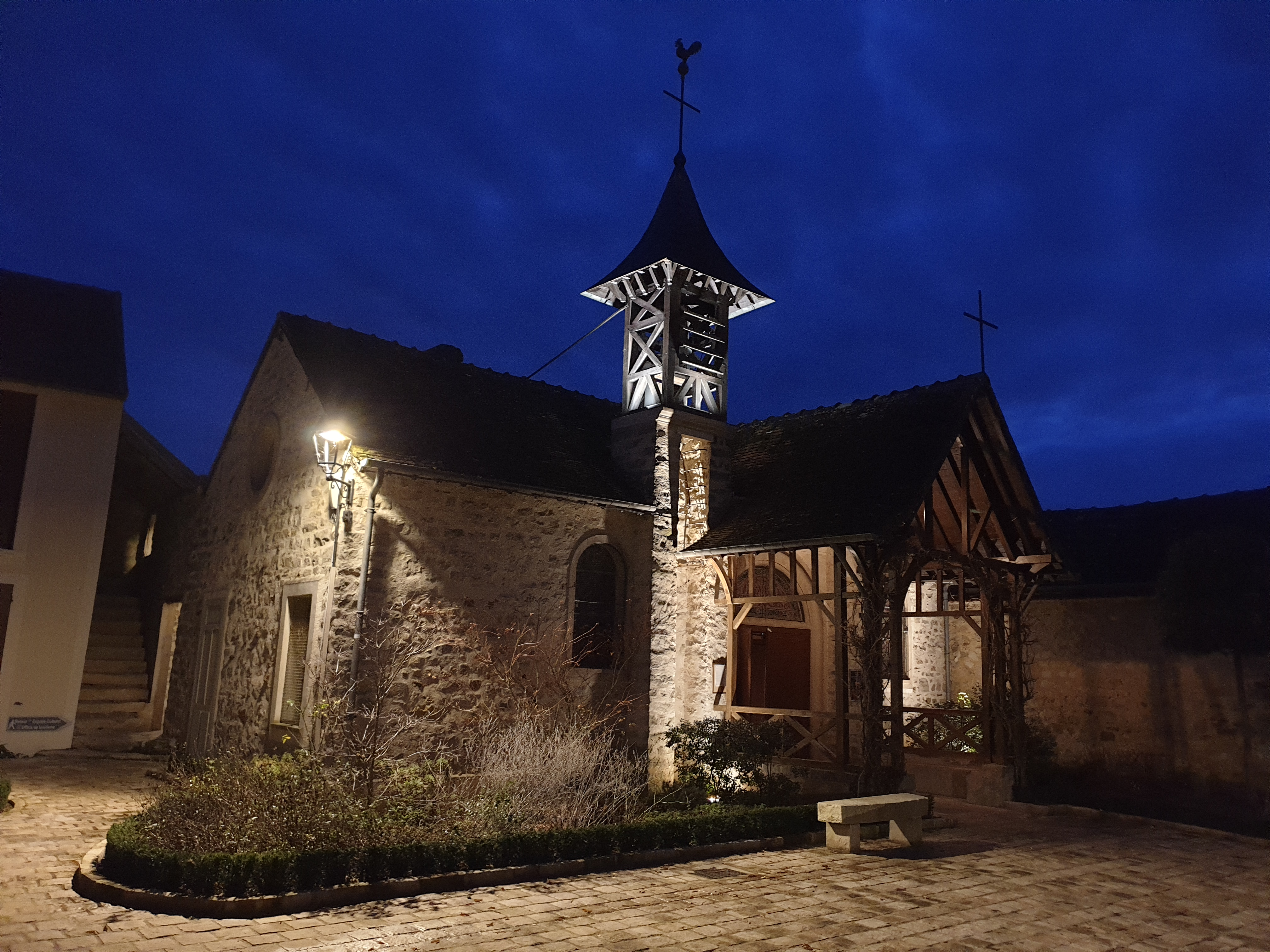
Vue nocturne, en décembre 2022.